# AutoCAD Map 3D
AutoCAD Map 3D, inizialmente chiamato AutoCAD Map o Autodesk Map, è un pacchetto software per l'elaborazione delle cartografie basato su AutoCAD, prodotto da Autodesk, pubblicato la prima volta nel 1996 associato ad AutoCAD 13.
Si presenta come un pacchetto AutoCAD a cui sono aggiunte una serie di funzioni dedicate alla creazione, tematizzazione e revisione di mappe. Ha un ruolo centrale nella linea di prodotti Autodesk dedicati al GIS e si integra con MapGuide Open Source per la pubblicazione sul web, Raster Design per la elaborazione delle mappe raster, AutoCAD Civil 3D per la elaborazione di progetti in 3D sul territorio e naturalmente AutoCAD per il CAD.

## Scopi di AutoCAD Map
Tre sono le direzioni in cui Autodesk ha potenziato, nel tempo, questo software: correzione e elaborazione di mappe, integrazione di dati provenienti da diverse sorgenti, pubblicazione delle mappe. AutoCAD MAP permette di integrare e elaborare dati vettoriali e raster in vari formati, di creare dei tematismi, di pubblicare i risultati staticamente (PDF, DWF o carta) o direttamente su un server MapGuide Open Source in intranet o sul web.
AutoCAD Map è quindi utilizzabile da chi si dedica a lavori di GIS e cartografia e vuole avere a disposizione AutoCAD come CAD.

## Formati delle mappe
Map è in grado di integrare mappe e disegni vettoriali in vari formati oltre al DWG, come Shapefile ESRI, mappe di Oracle Spatial, database ODBC, Mapinfo, file DGN di Microstation). 
In particolare il formato Shapefile è uno standard consolidato in campo GIS, e MAP importa ed esporta da sempre file in questo formato.
Dalla versione 2006, oltre alla possibilità di importare ed esportare i dati, l'elaborazione può essere diretta, agendo sui file originali, senza conversione. Questo è possibile tramite la tecnologia Feature Data Object, integrata in MAP e sviluppata dal consorzio OSGEO.
Per quanto riguarda i raster, MAP permette l'inserimento di mappe georeferenziate (foto aeree, immagini da satellite) e modelli di elevazione digitali - DEM.

## Sistemi di coordinate
MAP supporta un gran numero di sistemi di coordinate e permette di crearne di nuovi e personalizzati, caratteristica potenzialmente utile in Italia, dove ancora molte mappe utilizzano il sistema Cassini-Soldner. Sono invece tutti preimpostati i sistemi di riferimento più diffusi utilizzati nel mondo e in particolare in Italia, come per esempio Monte mario, Gauss-Boaga, UTM, WGS84 e quindi più compatibili con i sistemi GPS.
Tramite le query si può riproiettare un DWG in un diverso sistema di coordinate geografiche (e quindi eventualmente esportare la mappa ottenuta in altri formati). Tramite Feature Data Object si possono sovrapporre direttamente mappe vettoriali e raster ciascuna con un diverso sistema di coordinate, riproiettando il tutto sul proprio sistema preferito, senza dover importare o esportare.

## Correzione di mappe
Gli strumenti di correzione per gli oggetti collegati con FDO è abbastanza elementare, e sfrutta gli strumenti di modifica di AutoCAD, comunque molto più potenti dei tipici strumenti di un programma GIS (questo è sicuramente un punto di forza per AutoCAD MAP).
Per quanto riguarda l'elaborazione di dati in formato DWG, si aggiungono potenti strumenti di correzione semiautomatica per esempio per eliminare le linee sovrapposte, chiudere i contorni, far combaciare i vertici, spezzare i contorni in corrispondenza di percorsi o griglie, deformare la geometria vettoriale fornendo serie di punti di riferimento.
La modifica dei raster non è possibile senza integrare MAP con Raster Design, infatti MAP si limita a inserire le immagini georeferenziate nella posizione corretta, ma con Raster Design è in grado di riproiettare il raster su sistemi diversi di coordinate, deformandolo, per poi eventualmente salvare l'immagine modificata (il solo AutoCAD corredato da Raster Design non fornisce questa possibilità, e le deformazioni, pur ottenibili, non sono automatiche e legate ai sistemi di coordinate).

## Pubblicazione
Autodesk ha sostenuto lo sviluppo effettuato da OSGEO per FDO e MapGuide Open Source, di cui distribuisce anche una versione proprietaria. Questo le ha permesso di sviluppare un'interfaccia, all'interno di MAP, che con un semplice clic, digitando il nome del server MapGuide, pubblica le mappe già tematizzate.
Per completare questo meccanismo è quindi sufficiente sviluppare la pagina web che contiene e controlla la mappa nel browser, sul quale non ci sono da installare particolari plug-in (è quindi potenzialmente compatibile con tutti i browser). Lo sviluppo della pagina si può effettuare con strumenti opensource, presenti volendo anche all'interno di MapGuide, oppure con il prodotto proprietario di Autodesk MapGuide Studio.

## Versioni
La prima forma di database spaziale per AutoCAD è il modulo ADE (AutoCAD Data Extension) per AutoCAD 12, introdotto nel 1994. Da questo derivò il primo AutoCAD Map, uscito nel 1996 e basato su AutoCAD 13.
Dal 2004 ogni versione di AutoCAD ha una corrispondente versione di AutoCAD Map; in precedenza Map ha avuto una numerazione autonoma fino ad Autodesk Map 6. Il suffisso "3D" venne aggiunto con la versione 2005.
Dal 2018 AutoCAD Map 3D non è più disponibile come prodotto a sé stante, ma è compreso con l'AutoCAD base insieme ad altri prodotti verticali.

## Software concorrenti
Il più grande concorrente di Autodesk in campo GIS è ESRI, che fornisce soluzioni complete per il GIS.
Paradossalmente anche AutoCAD è un concorrente di MAP perché molti utenti hanno esigenze più limitate rispetto alle funzionalità fornite da MAP: molti desiderano semplicemente importare Shapefile nei DWG o inserire correttamente immagini raster georeferenziate. Esistono strumenti gratuiti e open source che aggiungono queste funzionalità ad AutoCAD.